# Joëlle Mélin
Joëlle Mélin, nascida em 26 de Março de 1950 em Versalhes, no departamento de Yvelines, é uma política francesa.

## Biografia
Joëlle Mélin nasceu em 26 de Março de 1950 em Versalhes.
Para as eleições europeias de 2019, ocupa a sexta posição na lista do RN.
Nas eleições autárquicas de 2020, ela está à cabeça da lista em Aubagne.